# Макан Дјумаси
Макан Дјумаси (21. јул 1972) бивши је француски кошаркаш који је играо на позицији бека. Тренутно ради као тренер Ријеја.